# MOSiR Mysłowice (piłka siatkowa kobiet)
MOSiR Mysłowice – polska kobieca drużyna siatkarska z Mysłowic, będąca sekcją klubu sportowego MOSiR Mysłowice. 
W 2010 roku w wyniku porozumienia z Sokół Chorzów utworzono klub Mosir/Sokół Silesia Volley, który wystawił w rozgrywkach sezonu 2010/2011 zespoły w I, II i III lidze. . Mecze zespołu będą rozgrywane w Mysłowicach i Chorzowie.